# Hermann Joseph Muller
Hermann Joseph Muller (Nueva York, 21 de diciembre de 1890-Indianápolis, 5 de abril de 1967) fue un biólogo y genetista estadounidense, renovador de la genética, autor de notables estudios acerca de la acción de radiaciones (rayos X) como productores de mutaciones en las células. Por estos trabajos le fue concedido el Premio Nobel de Fisiología o Medicina en 1946.
Estudió en la Universidad de Columbia. Impartió clases de 1920 a 1933 en la Universidad de Texas, donde fue nombrado catedrático de zoología en 1925. Desde 1933 hasta 1937 trabajó como genetista en el Instituto de Genética de Moscú, fundando un activo grupo de investigación que se vio afectado por los debates científico-ideológicos en torno a la genética del periodo estalinista (campaña antigenetista de Trofim Lysenko). Al salir de la Unión Soviética pasó por España, donde la guerra civil española se encontraba ya iniciada, ayudando a organizar los servicios médicos del bando republicano. Durante los tres años siguientes, trabajó como investigador asociado en el Instituto de Genética Animal de la Universidad de Edimburgo.
Desde 1945 hasta 1964 fue catedrático de zoología de la Universidad de Indiana. Las investigaciones de Muller en el campo de la genética, que inició en 1911, se basaron fundamentalmente en la cría experimental de la mosca de la fruta Drosophila. Sus escritos incluyen Mechanism of Mendelian Heredity (El mecanismo de la herencia mendeliana), 1915, junto con otros autores; Genetics, Medicine and Man (Genética, medicina y hombre), 1947, con otros autores; Studies in Genetics (Estudios genéticos, 1962) y numerosos trabajos científicos.